# Cossoine
Cossoine (sardinski: Cossoìne) je grad i općina (comune) u pokrajini Sassariju u regiji Sardiniji, Italija. Nalazi se na nadmorskoj visini od 529 metara i ima 851 stanovnika.
 Prostire se na 39,17 km2. Gustoća naseljenosti je 22 st/km2.
Susjedne općine su: Bonorva, Cheremule, Giave, Mara, Padria, Pozzomaggiore, Romana, Semestene i Thiesi.